# Пірс Бродкорб
Вільям Пірс Бродкорб (англ. William Pierce Brodkorb; 1908-1992) — американський орнітолог та палеонтолог.

## Біографія
Птахами цікавився з дитинства. Після школи отримав можливість працювати штатним техніком у відділі орнітології в Музеї Філда. У 1933 році поступив у Мічиганський університет, який закінчив у 1936 році. Згодом став помічником куратора відділення птахів у Мічиганському музеї зоології. У 1946 році став професором на кафедрі зоології Університету Флориди в Гейнсвіллі. Цю посаду він зайймав до виходу на пенсію у 1989 році.

## Внесок
З 1950-х Бродкорб зібрав величезну колекцію викопних решток птахів з міоцену, пліоцену та плейстоцену Флориди, до якої увійшло 12 500 скелетів із 129 родин. Колекція зберігається в Музеї природознавства Флориди, що є частиною університету Флориди. З 1963 по 1978 роки видав п'ятитомну монографію «Каталог викопних птахів» (Catalogue of Fossil Birds). У 1982 році став почесним членом Флоридського орнітологічного товариства.

## Вшанування
На честь науковця названо декілька видів та підвидів птахів:
- підвид сови Aegolius acadicus brodkorbi
- підвид тирана Empidonax fulvifrons brodkorbi
- викопний вид воронових птахів Henocitta brodkorbi
- викопний вид пінгвіна Paraptenodytes brodkorbi
- викопний вид птахів Foro panarium (латинська назва виду має теж значення, що й німецьке прізвище Бродкорб)